# Zaube socken
Zaube socken (lettiska: Zaubes pagasts) är ett administrativt område i Amata kommun i Lettland.